# Philippines Open (Badminton)
Die Philippine Open waren die offenen internationalen Meisterschaften der Philippinen im Badminton. Sie wurden 2006, 2007 und 2009 ausgetragen. 2007 und 2009 gehörten sie zum BWF Grand Prix Gold.

## Die Sieger
| Saison    | Herreneinzel          | Dameneinzel       | Herrendoppel                                     | Damendoppel                   | Mixed                                   |
| --------- | --------------------- | ----------------- | ------------------------------------------------ | ----------------------------- | --------------------------------------- |
| 2006      | Muhammad Hafiz Hashim | Saina Nehwal      | Albertus Susanto Njoto Yohan Hadikusumo Wiratama | Jo Novita Greysia Polii       | Sudket Prapakamol Saralee Thungthongkam |
| 2007      | Lee Chong Wei         | Zhou Mi           | Koo Kien Keat Tan Boon Heong                     | Chien Yu-chin Cheng Wen-hsing | Liliyana Natsir Nova Widianto           |
| 2008      | abgesagt              | abgesagt          | abgesagt                                         | abgesagt                      | abgesagt                                |
| 2009      | Chen Long             | Wang Xin          | Mohammad Ahsan Bona Septano                      | Gao Ling Wei Yili             | Zhang Nan Lu Lu                         |
| 2009 2024 | nicht ausgetragen     | nicht ausgetragen | nicht ausgetragen                                | nicht ausgetragen             | nicht ausgetragen                       |